# 富美市
富美市是越南巴地头顿省下辖的一个省辖市。

## 地理
富美市东接周德县，东南接巴地市，西接胡志明市芹蒢县，南接头顿市，北接同奈省隆城县，西北接同奈省仁泽县。

## 历史
1994年6月2日，周城县分成巴地市社、周德县和新城县。
2003年12月9日，福和社析置新福社，会排社分设为新和社和新海社。
2013年7月30日，富美市镇都市圈被评定为四级城镇。
2018年4月12日，新城县改制为富美市社；黑夜社改制为黑夜坊，美春社改制为美春坊，富美市镇改制为富美坊，福和社改制为福和坊，新福社改制为新福坊。
2025年1月15日，越南国会常务委员会通过决议，自2025年3月1日起，富美市社改制为富美市，新和社改制为新和坊，新海社改制为新海坊。

## 行政区划
富美市下辖7坊3社，市人民委员会位于富美坊。
- 黑夜坊（Phường Hắc Dịch）
- 美春坊（Phường Mỹ Xuân）
- 富美坊（Phường Phú Mỹ）
- 福和坊（Phường Phước Hoà）
- 新海坊（Phường Tân Hải）
- 新和坊（Phường Tân Hoà）
- 新福坊（Phường Tân Phước）
- 周坡社（Xã Châu Pha）
- 泷𣒱社（Xã Sông Xoài）
- 速先社（Xã Tóc Tiên）